# Podmaršal
Podmaršal (tudi feldmaršallajtnant in feldmaršalporočnik; izvirno nemško Feldmarschallleutnant) je bil generalski čin v avstro-ogrskih oboroženih silah. Ustreza sedanjemu generalpodpolkovniku oz. generalporočniku.